# Ricki Osterthun
Ricki Osterthun, né le 2 mai 1964 à Hambourg, est un ancien joueur de tennis professionnel allemand.

## Palmarès

### Titre en simple messieurs
| No | Date       | Nom et lieu du tournoi                    | Catégorie | Dotation | Surface      | Finaliste     | Score                   |  |
| -- | ---------- | ----------------------------------------- | --------- | -------- | ------------ | ------------- | ----------------------- |  |
| 1  | 22-07-1985 | Tournoi de tennis des Pays-Bas, Hilversum |           | 80 000 $ | Terre (ext.) | Kent Carlsson | 4-6, 4-6, 6-4, 6-2, 6-3 |  |

### Finales en simple messieurs
| No | Date       | Nom et lieu du tournoi           | Catégorie | Dotation  | Surface      | Vainqueur      | Score         |  |
| -- | ---------- | -------------------------------- | --------- | --------- | ------------ | -------------- | ------------- |  |
| 1  | 05-05-1986 | BMW Open, Munich                 |           | 100 000 $ | Terre (ext.) | Emilio Sánchez | 6-1, 6-3      |  |
| 2  | 12-10-1987 | Grand Prix de Toulouse, Toulouse |           | 175 000 $ | Dur (int.)   | Tim Mayotte    | 6-2, 5-7, 6-4 |  |

### Titres en double messieurs
| No | Date       | Nom et lieu du tournoi          | Catégorie       | Dotation  | Surface      | Partenaire    | Finalistes                     | Score         |  |
| -- | ---------- | ------------------------------- | --------------- | --------- | ------------ | ------------- | ------------------------------ | ------------- |  |
| 1  | 15-06-1987 | Athens International Athènes    |                 | 100 000 $ | Terre (ext.) | Tore Meinecke | Jaroslav Navrátil Tom Nijssen  | 6-2, 3-6, 6-2 |  |
| 2  | 10-10-1988 | Grand Prix de Toulouse Toulouse |                 | 240 000 $ | Dur (int.)   | Tom Nijssen   | Mansour Bahrami Guy Forget     | 6-3, 6-4      |  |
| 3  | 17-04-1989 | Swatch Open Nice                | GP World Series | 140 000 $ | Terre (ext.) | Udo Riglewski | Heinz Günthardt Balázs Taróczy | 7-6, 6-7, 6-1 |  |